# 忠奸人：我在黑手黨的臥底生涯
《忠奸人：我在黑手黨的臥底生涯》（英語：Donnie Brasco: My Undercover Life in the Mafia）是一本由約瑟夫·D·皮斯托所寫的1988年自傳犯罪書籍（Richard Woodley協助寫作），內容講述他作為聯邦調查局（FBI）探員進行臥底工作並滲透黑手黨的故事。1997年，該書被改編成電影《忠奸人》，由尊尼·特普和阿爾·柏仙奴主演。選角導演路易斯·狄吉亞莫是皮斯托的童年好友，他為此書和電影提供了咨詢。該書在電影上映的同一年重新發售第二版。

## 外部連結
- "Going undercover deep into the mafia" （页面存档备份，存于） at The Tech